# Casatenovo
Casatenovo – miejscowość i gmina we Włoszech, w regionie Lombardia, w prowincji Lecco.
Według danych na rok 2004 gminę zamieszkiwały 11 874 osoby, 989,5 os./km².